# Station Seyssel-Corbonod
Station Seyssel-Corbonod is een spoorwegstation in de Franse gemeente Corbonod.